# Supercopa de la UEFA 2011
La Supercopa de la UEFA 2011 fue la 36.ª edición de la Supercopa de Europa que se disputa anualmente entre los ganadores de la UEFA Champions League y de la UEFA Europa League. El encuentro se disputó entre el Barcelona (vencedor de la UEFA Champions League) y el Porto (vencedor de la UEFA Europa League) en el Stade Louis II el día 26 de agosto de 2011 donde los catalanes vencieron por 2 a 0 a los portugueses.

## Barcelona - Porto
| F. C. Barcelona |  | España   |  | Campeón de la UEFA Champions League (2010-2011) |
| F. C. Porto     |  | Portugal |  | Campeón de la UEFA Europa League (2010-2011)    |

## Detalles del partido
| 26 de agosto de 2011 a las 20:45 GMT+2 | Barcelona                | 2:0 (1:0) | Porto | Stade Louis II, Mónaco                                    |                                                           |
|                                        | Messi 39' · Fàbregas 87' | Reporte   |       | Asistencia: 18.048 espectadores Árbitro(s): Björn Kuipers | Asistencia: 18.048 espectadores Árbitro(s): Björn Kuipers |

### Barcelona - Porto
| 1          | POR        | Víctor Valdés     |                     |
| 2          | DEF        | Dani Alves        |                     |
| 14         | DEF        | Javier Mascherano |                     |
| 21         | DEF        | Adriano           | 63'                 |
| 22         | DEF        | Éric Abidal       |                     |
| 15         | MED        | Seydou Keita      |                     |
| 6          | MED        | Xavi Hernández    |                     |
| 8          | MED        | Andrés Iniesta    |                     |
| 17         | DEL        | Pedro Rodríguez   | 80'                 |
| 10         | DEL        | Lionel Messi      | Jugador del partido |
| 7          | DEL        | David Villa       | 61'                 |
| Entrenador | Entrenador | Pep Guardiola     |                     |

| 1          | POR        | Hélton             |     |
| 21         | DEF        | Cristian Săpunaru  |     |
| 14         | DEF        | Rolando            |     |
| 30         | DEF        | Nicolás Otamendi   |     |
| 13         | DEF        | Jorge Fucile       |     |
| 23         | MED        | Josef de Souza     | 77' |
| 6          | MED        | Freddy Guarín      |     |
| 8          | MED        | João Moutinho      |     |
| 12         | DEL        | Hulk               |     |
| 11         | DEL        | Kléber             | 77' |
| 10         | DEL        | Cristian Rodríguez | 69' |
| Entrenador | Entrenador | Vítor Pereira      |     |

| 9  | DEL | Alexis Sánchez  | 61' |
| 16 | MED | Sergio Busquets | 63' |
| 4  | MED | Cesc Fàbregas   | 80' |

| 17 | DEL | Silvestre Varela   | 69' |
| 25 | MED | Fernando Reges     | 77' |
| 7  | MED | Fernando Belluschi | 77' |

| Anotado | 39' | Lionel Messi  | 1-0 |
| Anotado | 87' | Cesc Fàbregas | 2-0 |

|  |

| Amonestado | 51' | Andrés Iniesta |

| Amonestado | 30' | Cristian Rodríguez |
| Amonestado | 65' | Rolando            |
| Amonestado | 82' | Fredy Guarín       |

| Otorgado · Otorgado otra vez · Expulsado | 86' | Rolando      |
| Otorgado · Otorgado otra vez · Expulsado | 90' | Fredy Guarín |

| Árbitro             | Björn Kuipers    |
| Árbitros asistentes | Erwin Zeinstra   |
| Árbitros asistentes | Berry Simons     |
| Árbitros de área    | Richard Liesveld |
| Árbitros de área    | Danny Makkelie   |
| Cuarto árbitro      | Bas Nijhuis      |

| 1          | POR        | Víctor Valdés     |                     |
| 2          | DEF        | Dani Alves        |                     |
| 14         | DEF        | Javier Mascherano |                     |
| 21         | DEF        | Adriano           | 63'                 |
| 22         | DEF        | Éric Abidal       |                     |
| 15         | MED        | Seydou Keita      |                     |
| 6          | MED        | Xavi Hernández    |                     |
| 8          | MED        | Andrés Iniesta    |                     |
| 17         | DEL        | Pedro Rodríguez   | 80'                 |
| 10         | DEL        | Lionel Messi      | Jugador del partido |
| 7          | DEL        | David Villa       | 61'                 |
| Entrenador | Entrenador | Pep Guardiola     |                     |

| 1          | POR        | Hélton             |     |
| 21         | DEF        | Cristian Săpunaru  |     |
| 14         | DEF        | Rolando            |     |
| 30         | DEF        | Nicolás Otamendi   |     |
| 13         | DEF        | Jorge Fucile       |     |
| 23         | MED        | Josef de Souza     | 77' |
| 6          | MED        | Freddy Guarín      |     |
| 8          | MED        | João Moutinho      |     |
| 12         | DEL        | Hulk               |     |
| 11         | DEL        | Kléber             | 77' |
| 10         | DEL        | Cristian Rodríguez | 69' |
| Entrenador | Entrenador | Vítor Pereira      |     |

| 9  | DEL | Alexis Sánchez  | 61' |
| 16 | MED | Sergio Busquets | 63' |
| 4  | MED | Cesc Fàbregas   | 80' |

| 17 | DEL | Silvestre Varela   | 69' |
| 25 | MED | Fernando Reges     | 77' |
| 7  | MED | Fernando Belluschi | 77' |

| Anotado | 39' | Lionel Messi  | 1-0 |
| Anotado | 87' | Cesc Fàbregas | 2-0 |

|  |

| Amonestado | 51' | Andrés Iniesta |

| Amonestado | 30' | Cristian Rodríguez |
| Amonestado | 65' | Rolando            |
| Amonestado | 82' | Fredy Guarín       |

| Otorgado · Otorgado otra vez · Expulsado | 86' | Rolando      |
| Otorgado · Otorgado otra vez · Expulsado | 90' | Fredy Guarín |

| Árbitro             | Björn Kuipers    |
| Árbitros asistentes | Erwin Zeinstra   |
| Árbitros asistentes | Berry Simons     |
| Árbitros de área    | Richard Liesveld |
| Árbitros de área    | Danny Makkelie   |
| Cuarto árbitro      | Bas Nijhuis      |

|                                    |
| Bandera de España                  |
| Campeón F. C. Barcelona 4.º título |